# Yates Spur
Die Yates Spur ist ein markanter Gebirgskamm an der Bowman-Küste des Grahamlands auf der Antarktischen Halbinsel. Am Südufer des Mobiloil Inlet ragt er an der Westflanke der Mündung des Earnshaw-Gletschers auf.
Luftaufnahmen bei Überflügen entstanden 1935 durch den US-amerikanischen Polarforscher Lincoln Ellsworth, 1940 bei der United States Antarctic Service Expedition (1939–1941) und 1947 bei der US-amerikanischen Ronne Antarctic Research Expedition (1947–1948). Wissenschaftler des Falkland Islands Dependencies Survey nahmen 1958 Vermessungen vor. Das Advisory Committee on Antarctic Names benannte ihn 1977 nach David Kent Yates (* 1935) von der University of Texas at Austin, der im Winter 1973 zur Mannschaft des United States Geological Survey zur Satellitengeodäsie auf der Palmer-Station gehört hatte.